# بوژه (استان ماسوویان)
بوژه (به لهستانی:  Boże) یک روستا در لهستان است که در گمینا سترومیتس واقع شده‌است. بوژه ۲۲۰ نفر جمعیت دارد.